# ビクトリア・ダンチャク
ビクトリア・アンドリーヴナ・ダンチャク（ウクライナ語: Вікторія Андріївна Даньчак、ラテン文字転写: Viktoriya Andriivna Danchak、2000年1月11日 - ）は、ウクライナの女子バレーボール選手。ウクライナ代表。

## 来歴

### クラブチーム
イヴァーノ＝フランキーウシク出身。2017年、Volyn-Universytet-Odushへ入団。5年間在籍し、2017/18シーズンのウクライナ国内リーグで準優勝、2018/19シーズンの国内リーグ、ウクライナカップで3位となった。2022/23シーズンからはSC Prometeyでプレーし、2023/24シーズンのウクライナ国内リーグ、ウクライナカップで優勝を果たした。2024年9月、韓国VリーグのIBK企業銀行アルトスへの入団が発表された。

### 代表チーム
2019年、シニア代表に初選出される。2023年、ヨーロッパゴールデンリーグで金メダルを獲得した。同年の欧州選手権、パリ五輪予選に出場した。

## 球歴
- 欧州選手権 - 2023年
- ヨーロッパリーグ - 2019年、2021年、2022年、2023年
- チャレンジャーカップ - 2023年
- パリ五輪予選 - 2023年

## 所属クラブ
- Volyn-Universytet-Odush（2017-2022年）
- SC Prometey（2022-2024年）
- IBK企業銀行アルトス（2024年-）